# Цепков, Василий Константинович
Василий Константинович Цепков (1921—1992) — советский деятель комсомольских, партийных и правоохранительных органов, генерал-лейтенант. Начальник Главного управления внутренних дел Московского областного исполнительного комитета (1969—1984).

## Биография
Родился в 1921 году в Скопинском районе Рязанской области в крестьянской семье. С 1941 года участник Великой Отечественной войны. Окончил войну в составе 36-го отдельного стрелкового батальона Тихоокеанского флота как участник Советско-японской войны.
С 1947 года на комсомольской и партийной работе — инструктор с 1950 года первый секретарь Ленинского РК ВЛКСМ. С 1951 года после окончания ВПШ при ЦК КПСС был назначен завотделом партийных, профсоюзных и комсомольских органов РК КПСС Ленинского района.
С 1954 года секретарь Ленинского РК КПСС по вопросам промышленности.
С 1957 года был первым секретарём Ленинского, Ульяновского и Люберецкого РК КПСС. До 1963 года секретарь парткома Люберецкого производственного совхозно-колхозного управления Московской области. С 1963 года назначен заведующим Отделом партийных органов и административных органов МК КПСС, курировал деятельность правоохранительных органов.
С 1969 года начальник Управления внутренних дел, с 1978 года Главного управления внутренних дел Московского областного исполнительного комитета.
С 1985 года в отставке.
Умер 10 декабря 1992 года в Москве.

## Общественная деятельность
Был делегатом XXII, XXIV, XXV и XXVI съездов КПСС